# Čerokíové
Jako Čerokíové či Čerokézové (anglicky Cherokee, ah-ni-yv-wi-ya v jejich vlastním jazyce) jsou označováni příslušníci indiánského kmene Severní Ameriky, kterým se podařilo vybudovat rozvinutou společnost s bohatými tradicemi, vlastním písmem a jedinečnou kulturou. Vývoj společnosti, která je charakteristická svojí vysokou úrovní ve srovnání s četnými sousedními kmeny, byl fatálně ovlivněn příchodem bílého obyvatelstva.

## Pravěké osidlování amerického kontinentu

Vlajka Cherokee Nation

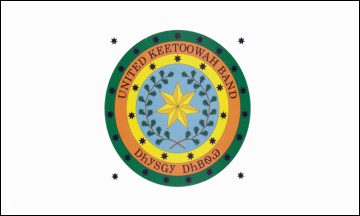
Vlajka Západní skupiny čili United Keetoowah Band of Cherokee Indians

Dlouhá cesta původních amerických kmenů započala v hlubokých sibiřských lesích před 30–40 tisíci lety. Tehdejší obyvatelé asijského kontinentu se živili převážně sběrem plodů a bobulí v letním období. Svůj jídelníček obohacovali lovem mamutů a pravěkých bizonů. Typickým domovem těchto lidí byla přístřeší, zhotovená z kůží ulovené zvěře. Pravěcí lidé doslova migrovali v souladu s pohybem jejich kořisti. Nejvíce používanou loveckou zbraní v tomto období byl oštěp a kámen.
Takový způsob života neumožňoval usídlování na jednom místě a vyžadoval neustálý pohyb obyvatelstva, které bylo v podstatě bez přestání na cestě za potravou. V té době ještě mohly tyto kmeny přejít suchou nohou z východní Asie na Aljašku, protože oba kontinenty byly spojeny ledovým masivem. Právě touto cestou se při lovu zvěře přesunuly četné kmeny na území Ameriky, aby se o mnoho generací později staly těmi, které dnes nazýváme Indiány.
Pohyb původního sibiřského obyvatelstva tímto směrem probíhal v dlouhodobém časovém rozsahu a omezil se, avšak zcela neustal, až v době, kdy se začala vytvářet Beringova úžina.
Kmeny, které se takto bez nejmenšího tušení ocitly v „Novém světě“, se začaly rychle rozšiřovat na jih a západ Ameriky a v rámci této expanze zažívaly období nebývalé prosperity. Ve srovnání se způsobem života v Asii nabízela nová teritoria hojnost zvěřiny a mnohem příznivější klimatické podmínky. Již nebylo pravdou, že přežijí pouze nejsilnější, kteří uspějí v každodenní honbě za potravou, a následná populační expanze ještě urychlila další osidlování. V souladu s populačním růstem se kmeny naučily zdokonalovat také předměty denní potřeby. Vyráběly kvalitnější oblečení, lepší přístřeší, která poskytovala ochranu v zimních obdobích. Klíčový význam v zásobování potravou měly ženy, které se postupně naučily sběru místních plodin a bobulí, dostupných v blízkosti tábořišť. Technika lovu se také začíná zdokonalovat a muži ve větší míře využívají přírodních pastí a součinnosti při lovení zvěře. První kmeny, které přicházely z Asie do Severní Ameriky, nalézaly rozsáhlá loviště zejména na západní části kontinentu, kde se před jejich příchodem nacházelo rozlehlé vnitrozemské jezero, nyní rozsáhlé rovinné pláně s ideálními podmínkami pro pastvu. Postupem času se ovšem i tento zdroj potravy stával nedostačujícím pro stále narůstající počet kočovných obyvatel. Takto se některé kmeny specializovaly na sběr plodů a bobulí, jiné časem zdokonalovaly např. způsob rybolovu.
Tak se dostali přes Velké planiny až na jih Severní Ameriky předkové Aztéků a Mayů, kteří konečně nalezli prostředí, ve kterém nebylo třeba všechen čas věnovat honbě za potravou a byli schopni rozvíjet další oblasti lidské činnosti. Důkazem jejich snažení je rozvinutá kultura.

### Mezníky v pravěkém vývoji kmene
Pro předky kmene Čerokíů nastal významný posun v období kolem roku 5000 př. n. l., kdy se poprvé objevuje používání luku, zhotoveného ze zvířecích šlach napnutých na prohnutém kusu dřeva. Tento vynález dnešní potomci kmene Čerokíů prezentují jako druhý nejvýznamnější krok v životě jejich raných předků, po začátku využívání ohně. Tato nová zbraň umožňovala lovení zvěře z bezpečné vzdálenosti a hlavně s podstatně vyšší spolehlivostí než dříve používaný oštěp a kámen. Dalším významným objevem byla možnost využívání sladkovodních mušlí jako potravy. Ty se nacházely v hojném množství v prostředí amerických vodních toků.
O dalších cca 1 500 let později došlo k dalšímu významnému objevu, první keramice. Nejranější keramické předměty byly nahrubo vymodelovány z jílu a používány ženami při sběru plodů a vaření. Postupem času se objevuje umělecká činnost spojená s těmito předměty, takže dnes mohou archeologové s vysokou mírou jistoty určit, jaký kmen vyráběl jaké nádoby, a tudíž v jakém regionu a jakým způsobem žil.
V této době kmeny pořád ještě kočovaly za potravou, avšak v průběhu roku se vracely na jednotlivá tábořiště tak, že většinou každé obývaly po určitou dobu jednou do roka. Ženy přinášely nasbírané plody a bobule do tábořišť a postupem času docházelo k tomu, že ze zbylých semínek nespotřebované potravy začínaly v bezprostředním okolí tábořišť vyrůstat hledané rostliny. Tato skutečnost byla opět ženami v průběhu mnoha generací vypozorována a lidé si začínali uvědomovat význam existence zdrojů potravy v blízkosti svých obydlí. Postupně začali semínka okolo tábořišť ponechávat cíleně a v průběhu dlouhého, pomalého procesu poznali, co je potřeba pro zvýšení pravděpodobnosti jejich vzrůstu. Poznali, že je třeba kypřit půdu a že z největších semínek vzrůstají nejkvalitnější rostliny. Tímto způsobem docházelo také zcela přirozeně k prvnímu šlechtění kukuřice, která se ze své původní podoby časem vyvinula v kultivovanou rostlinu, jak ji známe dnes. To vše znamenalo zvýšení životních jistot, protože plodiny, které bylo možno uskladnit v již dostupných nádobách, byly schopny pokrýt nutriční potřebu obyvatel po většinu roku a závislost na lovu zvěře postupně klesala. V souvislosti s tím postupně klesala potřeba stěhování z místa na místo.
V této fázi, kdy potřeba zajišťování potravy byla již z podstatné části trvale pokryta, začínali lidé svoji energii upínat jinými směry. Zdokonalují se způsoby stavby příbytků, které nabízí větší bezpečnost a ochranu v zimních měsících. Zároveň se zvyšuje i potřeba nástrojů a zbraní pro ochranu před okolními kmeny.

### Charakter osad

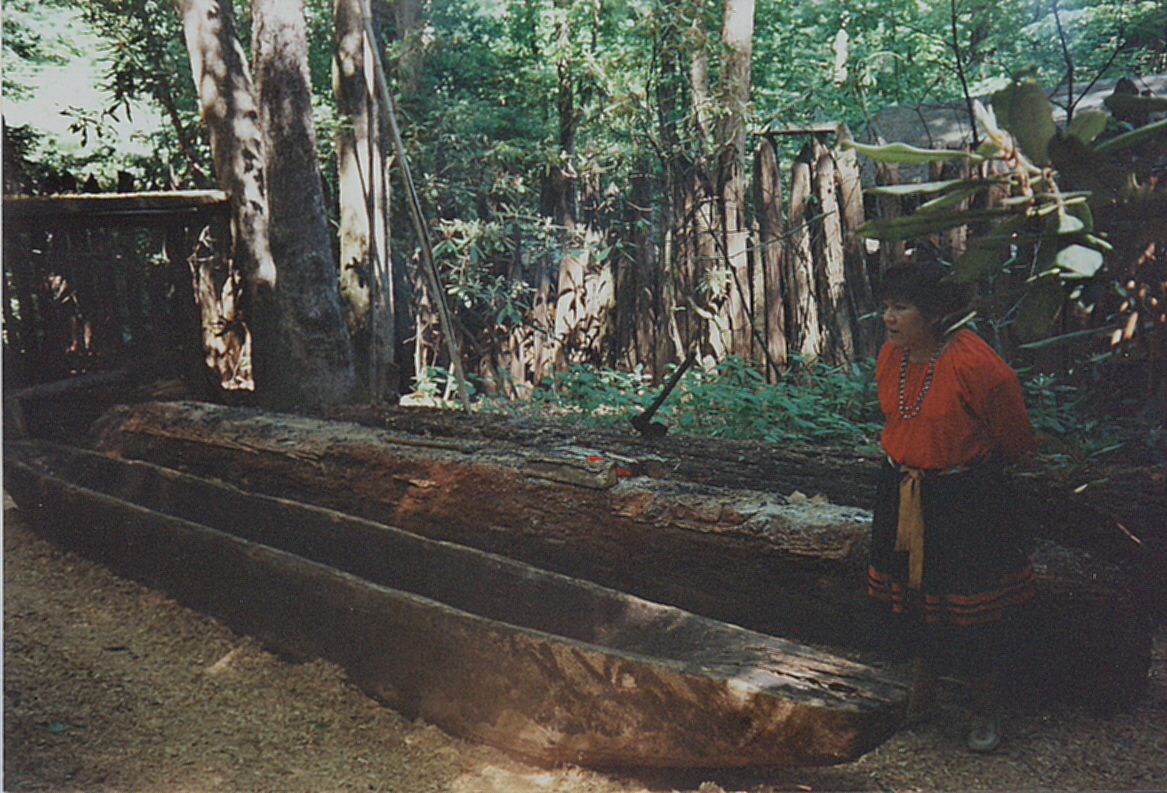
Replika čerokíjské kánoe

Většina osad v jihovýchodní části Severní Ameriky byla situována v bezprostřední blízkosti větších vodních toků, zejména pak na soutoku s menšími řekami. Významnější z nich byly obehnány silnými palisádami. Jednotlivé pilíře palisád byly proplétány keři a révou, aby se tak zvýšila jejich neprostupnost, a hradba byla opatřena vstupní branou, která byla buďto zavíratelná, nebo se jednalo o snadno hájitelný volný průchod. Domy ve vesnicích byly stavěny ze svislých dřevěných pilířů, rovněž propletených pruty a révou, zeď byla dokončena nanesením silné vrstvy hlíny z obou stran. Střechy byly tvořeny z trávy a rákosu, upevněné na kopulovité konstrukci zhotovené z propletených prutů. Ohniště na vaření byla zpočátku venku, mimo obydlí, později byla zakomponována do střední části domu, s otvorem na unikání kouře ve střeše.
Ženy už se nevěnovaly sběru v širokém okolí tábořišť, svůj čas trávily obděláváním pozemků. Každá žena se starala o svoji parcelu. Dcery od raného věku provázely svoje matky při této práci a učily se tak pěstovat, plít, šlechtit a sklízet kukuřici, zeleninu a další plodiny. Starší dcery dědily parcely po svých matkách, nebo zakládaly vlastní. V prvopočátku bylo ke kypření půdy zřejmě používáno zašpičatělých dřevěných kůlů, později se vyvíjejí motyky, rýče a jiné nástroje. Muži se zemědělství věnovali pouze okrajově, jejich hlavní činností zůstal lov a výroba nástrojů.
U kmenů, které rozvinuly zemědělství, v této době pozorujeme obrovský rozvoj a nebývalý populační růst. Původní malé vesnice se překotně rozšiřují a vznikají první města s permanentními domy, sklady potravin, veřejnými shromaždišti a společenskými prostory. Nabízí podstatně vyšší úroveň ochrany nejen před povětrnostními vlivy, ale hlavně před sousedními nepřátelskými kmeny. Muži objevili způsob výroby kánoí, což ještě zefektivnilo rybolov. Rapidně se snižuje úmrtnost mladých lovců a válečníků, kteří již nebyli nuceni pokládat životy při hazardním lovu. Nastupují generace, které hojně dorůstají do silných válečníků a starých rádců, kteří jsou schopni předávat životní znalosti a zkušenosti dalším potomkům.
Takovou životní úroveň byly schopny rozvinout kmeny na více místech Severní Ameriky, za předpokladu, že životní prostředí lidem nabízelo dostatečné zdroje pro zemědělství. Oproti tomu v méně úrodných oblastech, jako je Středozápad a Severozápad, byly kmeny nuceny zachovat kočovný systém života, díky nutnosti lovit. Často rozvinuly komplexní sociální struktury, ovšem v praktickém způsobu života se moc nelišily od původních příchozích z Asie.
Kmen Čerokíů byl jedním z jihovýchodních indiánských kmenů, které žily v rozvinutém, komplexním systému v době, kdy první bílí přistěhovalci vstoupili na břehy Ameriky. Čerokíové žili v domech, zhotovovali kvalitní oblečení, vyráběli keramiku a hlavně byli organizováni ve vyspělém systému kmenové konfederace.

## První písemné zmínky a raný kontakt s bílým obyvatelstvem

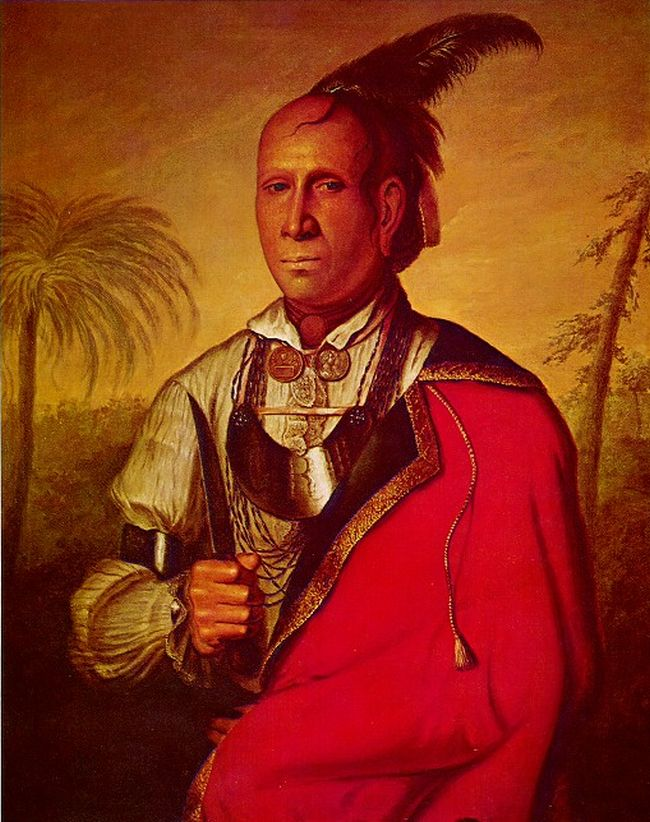
Čerokíjský náčelník Stojící krocan (Kunakatoka) na obraze Francise Parsonse, 1762

Zřejmě první písemné reference o kmeni Čerokíů byly nalezeny v dopisech jednoho z průvodců španělského dobyvatele a objevitele řeky Mississippi Hernanda de Sota. Popisuje je jako domorodý kmen, žijící na území dnešní Jižní Karolíny. Není přesně známo, jakou cestou se do tohoto teritoria dostali, ale všeobecně se domníváme, že byli součástí irokézských lidí, kteří migrovali od západu, resp. severozápadu cca 3 500 let před příchodem bílého obyvatelstva. Do této doby dokázali dokonale přizpůsobit svůj život místním přírodním podmínkám.
První cestovatelé, kteří přišli do kontaktu s místním původním obyvatelstvem, se přirozeně nezabývali detailním studiem či rozbory jejich kultur. Většinou pouze pozorovali a zaznamenali vnější projevy jejich chování a nerozebírali jeho příčiny. Tím pádem jako jediný způsob poznání původních amerických obyvatel této doby zůstává studium nalezených předmětů či detailnější zprávy pozdějších cestovatelů.
V době, kdy byly zaznamenávány první informace o kmeni Čerokíů, jednalo se o jednu z nejrozvinutějších kultur původních obyvatel Severní Ameriky

## Charakter a způsob života kmene
Sociální struktura kmene měla rodový charakter. Celkem existovalo sedm různých rodů, v rámci kterých byli všichni členové pokládáni za pokrevní bratry či sestry a byli vázáni ctí chránit ostatní členy rodu před vnějším nebezpečím. Každý rod byl v kmenové radě reprezentován svým rádcem.

### Čerokíjské rody
- Bird – pták
- Paint – barva
- Deer – jelen
- Wolf – vlk
- Blue – modrý
- Long Hair – dlouhé vlasy
- Wild Potato – divoký brambor

Náčelník kmene byl zvolen z jednoho z těchto kmenů a jeho úřad nebyl dědičný. V podstatě existovali náčelníci dva, a to jeden pro období míru, jiný pro období války.

### Způsob předávání generačního odkazu

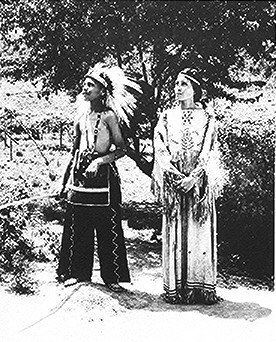
Čerokíjské děti

Výchova dětí byla v režii žen, u mladých chlapců však jen do určité doby, kdy začali být trénováni svými staršími mužskými příbuznými v dovednostech stopování, lukostřelby a sebeobrany. Existovala určitá skupina úkonů a požadovaných výkonů, kterých měli mladí hoši dosáhnout. Pakliže splnili požadované cíle, byli považováni za dospělé a jako symbol plnohodnotného válečníka obdrželi orlí pero, které nosili coby součást svého oděvu po celý zbytek svého života.
Existovaly však výjimky. Některé děti se většinou na přání svých rodičů stávaly kněžími či šamany. Takové děti byly v raném věku vyčleněny ze společnosti ostatních vrstevníků a jejich staří předchůdci jim postupně předávali svoje znalosti a dovednosti.
Způsob, jakým vyrůstali noví šamani, vyžadoval celkové odevzdání již od útlého věku. Děti trávily v podstatě všechen svůj čas ve společnosti starých šamanů a musely naslouchat všem jejich debatám, stejně tak jako vyslechnout veškerá vyprávění z dávných časů, odkazovaná v šamanských kruzích z generace na generaci. Na cestě za šamanstvím musely děti podstoupit nespočet úkolů a cvičení jak fyzického, tak psychického charakteru, která vlastně nikdy neustala. Byly systematicky učeny využívání léčivých bylin a pořádání očistných rituálů. Velice důležitým úkolem bylo si kolem sebe sama neustále udržovat oblak tajemna, čili odstup od ostatních členů rodu či kmene, kteří byli vychováváni v úctě a pokoře vůči těmto jedincům. Jejich znalosti a dovednosti byly ostatním nepřístupné a zapovězené a málokdo by si dovolil tuto bariéru překračovat.
Živobytí šamana bylo sice postaveno na základě objemu provedených služeb, čili existovaly určité ceny za uzdravování, provádění rituálů apod., ale hlavním přínosem této činnosti bylo výsostní postavení ve společnosti a všeobecná úcta v souvislosti s myšlenkou, že válečníci a náčelníci přicházejí a odcházejí, kdežto šaman zůstává.

### Úloha žen
Největšího uznání se mohlo ženě v této společnosti dostat prohlášením za kněžku. K dosažení tohoto statutu bylo však třeba vykonat skutek, který byl uznán jako hrdinský a svým charakterem významně přispívající životu kmene a jeho lidu. Taková žena se těšila četným privilegiím. Zasedala v radě spolu s ostatními radními a často měla privilegium rozhodovat nad životem či smrtí vězňů a zajatců.
V životě lidu Čerokí měly ženy ovšem tradičně silnou pozici. Dá se říci, že jejich slovo bylo uznáváno stejně jako slovo mužů, a to nejenom v radě. Celkově ve všech kmenových či rodových záležitostech ženy ovlivňovaly směr dění a nebyly považovány za majetek či otroky, jak tomu bylo v případě četných sousedních, podstatně méně vyvinutých kmenů. Úloha žen ve výchově dětí, výrobě oblečení, zajišťování živobytí ze zemědělské produkce a mnoha dalších důležitých oblastech byla všeobecně uznávána a ceněna. Ženy dokonce pomáhaly při stavbě domů.
Ženy se také účastnily téměř všech společenských událostí a v řadě z nich hrály ústřední roli.
Dá se říci, že vyjma lovu zvěře bylo získávání a distribuce potravin v ženských rukách. Nemluvě o výchově dětí, ženy hrály velice významnou úlohu ve společnosti a tato úloha byla všeobecně uznávána.
Dnes je jisté, že právě tento přístup ke společenské úloze žen významně přispěl k rychlému rozvoji a vysoké úrovni celé komunity.

### Zvyky a rituály
Významnou každoroční událostí byly Slavnosti ohně, které symbolizovaly konec starého a začátek nového roku. V tomto období byly uhašeny ohně ve všech domácnostech a ohniště důkladně vyčištěna. Následovala ceremonie, které se účastnili zástupci všech sedmi rodů, a na jejím konci byl zažehnut nový oheň na znamení nadcházejícího roku. Z tohoto ohně byla posléze nově zapálena všechna ohniště.
U příležitosti těchto oslav byly pořádány hry, zvané v čerokíjštině „Malá válka“. Jednalo se v podstatě o hru dnes u nás známou jako lakros, která je ve svém původním indiánském prostředí charakteristická jak svojí brutalitou, tak popularitou. Hráčům je v této soutěži vlastně dovoleno vše, aby dopravili míček velikosti vlašského ořechu do skórovacího pole protivníka. Snad jediné, co není dovoleno, je zvedat míček ze země, či přemisťovat ho v rámci hracího pole rukou. K tomuto účelu slouží hrací pálky, zaopatřené na jednom konci košíčkem, který umožňuje uchycení míčku. Běžnou praxí v této hře bylo zvednutý míček umístit do pusy, aby obě ruce byly volné k obraně, či útoku. Tato hra byla často využívána i jako prostředek k řešení reálných sporů mezi skupinami, rody či dokonce kmeny polomírovou cestou. V takovém případě se jí mohly účastnit až stovky hráčů a trvala několik dnů. Lehká a těžší zranění nebyla výjimečná. V případě tradiční hry u příležitosti Slavností ohně zvítězil tým, který dosáhl jako první dvaceti bodů a tím vybojoval všechny sázky realizované před začátkem utkání.
Významným obdobím byla také doba sázení a sklizně, obě provázené slavnostmi a ceremoniemi. Přípravy na tyto slavnosti byly často stejně mystické jako slavnosti samy.

### Mýty
Legenda kmene Čerokíů vypráví, že na počátku žili lidé spolu se všemi ostatními živými bytostmi na nebeské skále, jež se vznášela nad zemským povrchem. V té době byla země od jednoho konce k druhému tvořena nedozírným oceánem. Nikde, mimo nebeskou skálu, nebylo pevniny. V těch dobách také všichni živí tvorové hovořili stejným jazykem až do doby, kdy toho člověk začal zneužívat a Nejvyšší ho potrestal tím, že omezil jeho jazyk jen na jeho druh. Zvířata, hmyz, ptáci a další tvorové se na nebeské skále množili a za čas nebylo pro všechny dost místa. Hrozilo, že některé druhy budou ze skály svrženy a zahynou v nekonečném oceánu. Proto byla svolána všeobecná rada, kde každý živý druh měl svého zástupce.
Podle usnesení tohoto shromáždění se jako první vydal na povrch země potápník, s úkolem zjistit, zda není na zemi suché místo pro život. Po dlouhé cestě z nebeské skály na povrch hledal pevninu ve všech směrech, ale neuspěl. Potopil se tedy pod hladinu a vynesl s sebou část podmořského bahna. To začalo na hladině narůstat a šířit se, ale bylo pořád moc vlhké na to, aby tam mohly sestoupit některé druhy a žít.
Po návratu na Nebeskou skálu zpravil radu o svém počínání. Pořád se však všichni na jediném suchém místě tlačili a nebezpečí svržení jim nepřestalo hrozit. Tak se na stejnou cestu vydalo káně. Podle něj byl potápník moc malý na to, aby prozkoumal celý povrch vodou zalité země, a z výšky prý káně uvidí více. Sletělo tak nad zem a vznášelo se nad jejím bahnitým a vodním povrchem. Po dlouhém čase hledání je přemohla únava a začalo padat na bahnitou zem. V místech, kde jeho křídla pronikla hluboko do bahna, později vznikla údolí, tam, kde se otiskla jeho hruď, vyrostly hory.
Tak se narodily Velké kouřové hory, které byly vůbec prvními horami, a proto začaly také jako první vysychat. Když byly natolik suché, aby mohly hostit život, začali se do nich přesidlovat tvorové z Nebeské hory.
Velké Kouřové hory čili Great Smoky Mountains jsou tradičním domovem lidu Čerokí.

## Koloniální období

### Charakter a úskalí vzájemných vztahů
Po příchodu bílého obyvatelstva se život indiánských kmenů začíná postupně komplikovat a později dramaticky měnit. První přistěhovalci, kteří osidlovali regiony severoamerického kontinentu, nebyli vůči původnímu obyvatelstvu vyloženě nepřátelští. Díky tomu, že tvořili podstatnou menšinu a v novém prostředí se teprve aklimatizovali, zakládali své ranče s respektem k místním indiánům. Postupem času se však neustávající přistěhovalecké vlny postaraly o masivní nárůst počtu bílých a tím také o neustálé zvyšování potřeby půdy. Pozdější přistěhovalci se již nedívali na původní obyvatelstvo s respektem, ale jako na „barbarské“ kmeny, na které není třeba brát ohled při svých územních expanzích. Usídlovali se tak na indiánské půdě, kterou prohlašovali za vlastní a dramaticky ji měnili. Indiáni neměli potřebu osobně vlastnit rozsáhlá množství půdy, jejich způsob života to nevyžadoval. Co však potřebovali, byla zvěř a možnost volného pohybu po krajině. Znečištěné řeky od osad a měst bílých, ploty a hranice jejich rančů, či jejich způsob života, který nerespektoval tradiční přírodní zdroje se postupem času staly vážným problémem, který si Indiáni nemohli dovolit neřešit.
Původně se snažili oslovit zástupce jednotlivých kolonií a dohodnout se na určitých hranicích, za které se bílé obyvatelstvo nebude více rozpínat. Ovšem neustálý přísun a populační nárůst místních novousedlíků spolu s ignorantským přístupem vůči domácímu obyvatelstvu tyto dohody neustále narušovaly, či zcela znemožňovaly.
Za této situace byly indiánské kmeny nuceny přistupovat k bílým stejně, jako dříve k okolním nepřátelským kmenům. Indiánské války, které byly důsledkem této situace nebývale kruté a bezcitné. Na jedné straně bylo původní obyvatelstvo, které bojovalo o možnost holého přežití, na straně druhé bílí přistěhovalci, kteří svého protivníka považovali za méněcenného a tak se k němu také chovali.

### Vývoj osidlování
Od prvního kontaktu s bílými, kdy cestovatel de Soto procházel zeměmi Čerokíů, nedošlo k dalšímu bližšímu setkání obou skupin po dalších ca 100 let. Krajem cestovaly pouze málo početné skupiny španělských dobrodruhů, kteří však nezakládali trvalá osídlení. Stejně tak španělské snahy o těžbu v okrajových částech těchto teritorií nebyly úspěšné a nevytvořily podmínky pro trvalá usídlení.
K prvnímu zaznamenanému kontaktu s britskými usedlíky došlo v souvislosti se snahou Britů dislokovat kmen Powhatin, žijící v okolí James River Falls. Poté, co se Angličanům podařilo po dlouhém období bojů kmen vytlačit z jejich vesnice, obsadili ji čerokíjští bojovníci, aniž by Britové stačili zajistit pozice. S touto situací byli pochopitelně krajně nespokojeni. Přizvali si proto kolem sta bojovníků kmene Pamunky (V běžné praxi se Britové či jiné národnosti novousedlíků při svých válečných taženích proti Indiánům rády spojovaly s některými ze znepřátelených indiánských kmenů, aby tak usnadnili svůj vojenský postup. Tato technika byla velice účinná.) Spojené síly Britů s Pamunky však utrpěly těžkou porážku a byly nuceny žádat o uzavření míru.
První známé trvalé anglické osídlení na území dnešní Jižní Karolíny vzniklo v roce 1670 a první zaznamenaná písemná dohoda se zástupci kmene Čerokíů se uskutečnila roku 1684. Počátek osmnáctého století provázely pravidelné šarvátky mezi oběma rasami. Guvernér Jižní Karolíny byl obviňován ze zajímání a zotročování indiánských obyvatel i v období míru. Na druhou stranu se ale poměrně často skupiny čerokíjských bojovníků přidávaly k Angličanům, aby je podpořily ve válčení s nepřátelskými kmeny. Tímto způsobem byl koncem roku 1713 z teritoria zcela vytlačen kmen Tuscarora. O dva roky později se Čerokíové odmítli připojit do spiknutí kmene Yamassee, které vyústilo v krvavý masakr bílých. Toto odmítnutí posloužilo jako záminka pro kmen Creeků, aby napadli vesnice Čerokíů. Tak začala postupná destrukce, která trvala zhruba dalších sto let a na jejím konci byla skoro kompletně zničena veškerá čerokíjská města.
V období od roku 1700 do 1763 byly jednotlivé kmeny v regionu zataženy do koloniálních rozporů mezi Španěly, Angličany a Francouzi a často sloužily jako politická zástava pro zajištění zájmů té které koloniální mocnosti.

### Přístupy různých koloniálních mocností
Existoval velký rozdíl v přístupu přistěhovalců z těchto různých zemí vůči domácímu obyvatelstvu. Hlavně Francouzi byli mnohem družnější a sňatky napříč etnickými skupinami nebyly výjimkou. Příslušníci takto vzniklých rodin si stále uvědomovali svoji příslušnost k Francii, které byli oddáni, ale uznávali a respektovali také původní indiánské tradice a způsob života. Toto lze u Angličanů sledovat zcela výjimečně. Na Indiány shlíželi shora jako na méněcennou rasu a uznávali jejich požadavky pouze, pokud je k tomu donutily okolnosti. V průběhu několika generací se vztahy mezi oběma etniky (Angličané versus Čerokíové) dále vyhrocovaly, hlavně díky přímému kontaktu s hraničáři, obyvateli okrajových regionů, kteří se vzájemně s původním obyvatelstvem doslova nenáviděli a nenechali si uniknout příležitost jejich pozice dále oslabovat. Na sklonku roku 1773 byli třemi různými dohodami Čerokíové zbaveni v podstatě celého svého původního rozsáhlého loveckého teritoria. Expanze bílých usedlíků je však před sebou dále postupně vytlačovala s takovou rychlostí, že většina územních dohod byla bílými porušena, ještě než stačily vstoupit v platnost.

### Indiáni v Americké válce za nezávislost
V době vypuknutí Americké Války za nezávislost byli indiáni pevně sjednoceni proti Hraničářům. Pro indiánské kmeny byla jedinou uznávanou autoritou vláda Velké Británie a byli si dobře vědomi toho, že od zástupců kolonií nemohou očekávat nic dobrého. V druhé polovině roku 1776 začali Indiáni spolu s Konzervativci postupně brutálně napadat bílé hraniční osady v Jižní Karolíně a Georgii.
Americké kolonie si uvědomovaly nebezpečí těchto trvalých útoků a nemožnost dlouhodobě udržet všechny příhraniční posty. Rozhodly se mu předejít spojením vojenských sil Jižní Karolíny, Severní Karolíny, Virginie a Georgie. Armáda pod velením Generála Griffitha Rutherforda o síle 2 400 mužů překročila Blue Ridge Mountains a udeřila přímo v srdci území Čerokíů, kteří nebyli schopni takové koncentrované síle vzdorovat. Po připojení sil plukovníka Andrew Williamse byli zdecimováni Čerokíové na území Georgie a Severní Karolíny. Mezitím se vojenské síly Virginie pod vedením plukovníka Williama Christiana spojily se zálohou Severní Karolíny a muži z posádek na postech v Tennessee. Tyto spojené síly postupovaly proti Indiánům a Konzervativcům, které konfrontovaly na řece French Broad River. Nedošlo k bitvě většího rozsahu, protože se Indiáni stáhli před tak obrovským nátlakem a bojiště opustili. Umožnili tím však Revoluční Armádě volný průchod svými sídlišti, která byla následně zničena a obyvatelům se podařilo pouze zachránit holý život útěkem. V tomto vojenském tažení si Čerokíové uvědomili marnost svých snah o vojenské řešení situace. Vydali delegaci svých zástupců s prosbou o uzavření míru.
Vyjednávací pozice však byla pro Čerokíe více než špatná. Důsledkem toho se museli podřídit podmínkám stanoveným koloniemi.
- Ztratili všechno svoje území v Jižní Karolíně a v Tennessee
- Museli se podrobit dohledu agentů, tehdejších zbrojních inspektorů, kteří kontrolovali život kmene, zda nemá nepřátelské tendence.

Mnozí tyto podmínky neunesli a opustili své domovy, aby časem vytvořili exilové bojovnické oddíly. Pod vedením náčelníka Dragging Canoe podnikali brutální výpady vůči bílým usedlíkům. Byli poraženi a jejich nová sídla zničena o 3 roky později.
Poslední naděje na zlepšení situace padla roku 1780 s porážkou Britských královských sil koloniemi po bitvě u Kings Mountain a Čerokíové byli vydáni na milost či nemilost amerických Hraničářů.

## Osobnosti, události 19. století

### Sequoyah

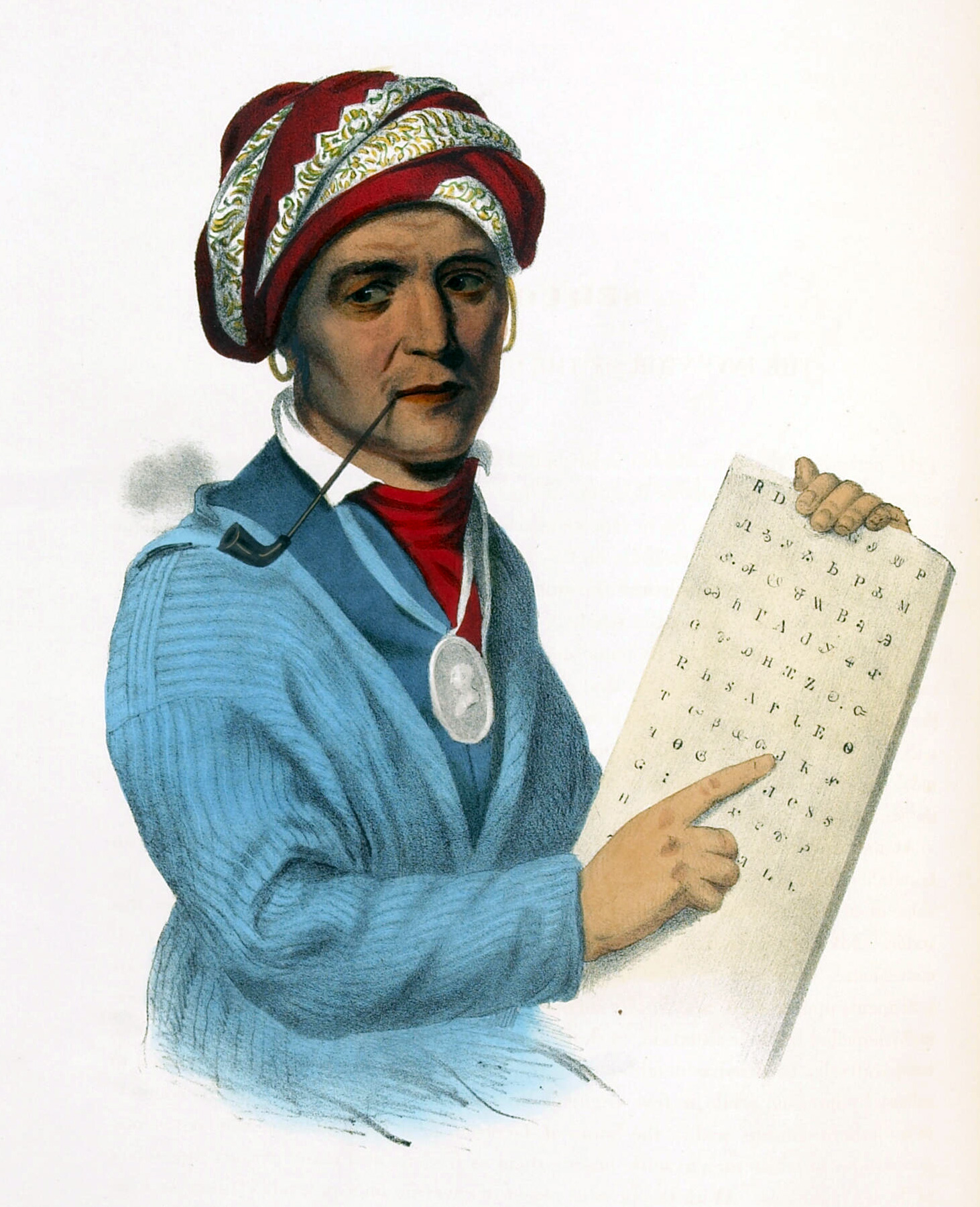
Sequoyah

Sequoyah je považován za jednoho z největších myslitelů a morálních rádců kmene Čerokíů. Sám vynalezl ucelenou koncepci písma, aniž by před tím uměl číst či psát v jakémkoli jiném jazyce. Narodil se do smíšeného manželství, matka pocházela z kmene Čerokíů a jeho otec byl slavný scout a voják Nathaniel Gist. Byl vychován jako řadový člen společnosti k základním indiánským dovednostem.
V pozdější době se zúčastnil řady významných bitev, mj. po boku dalšího významného člena kmene, Janalusky. Později se uplatnil hlavně ve vyjednávání s bílými přistěhovalci a kmenové politice. Byl signatářem významných územních smluv.
Jeho největším přínosem je však vynález čerokíjského písma. Do jeho doby byly veškeré vědomosti v rámci kmene předávány ústním podáním a Sequoyah si uvědomoval, jakým způsobem by se zvýšila úroveň a znalosti obyvatel, kdyby bylo možné vše zaznamenávat a předávat dalším generacím v písemné formě, jak to viděl u bílých. I přesto, že byl terčem posměchu a útoků (i ze strany svojí ženy, která dokonce jednou spálila veškeré fragmenty jeho poznámek, zaznamenané na tenké kůře), vytrval ve svém snažení po dobu několika let.[zdroj?]
Jeho konečná abeceda se skládala z 86 symbolů, reprezentujících všechny zvuky aplikované v řeči Čerokíů. Tvary písmen se inspirují latinkou, jejíž výslovnost však Sequoyah neznal. Po představení tohoto písma byla zjištěna jeho bezchybná funkčnost a snadná zapamatovatelnost. Někteří členové kmene byli schopni naučit se číst a psát během několika dnů a tyto znalosti dále předávali. Roku 1825 přeložil David Brown, učenec kmene, Bibli do čerokíjštiny a roku 1828 se misionáři pro východní oblast Cherokee Dr. Samuelu Worcesterovi podařilo získat tiskařský stroj. Tak se zrodily celokmenové noviny The Phoenix, které vycházely jak v anglickém, tak v čerokíjském jazyce.

### Vystěhovalecké vlny

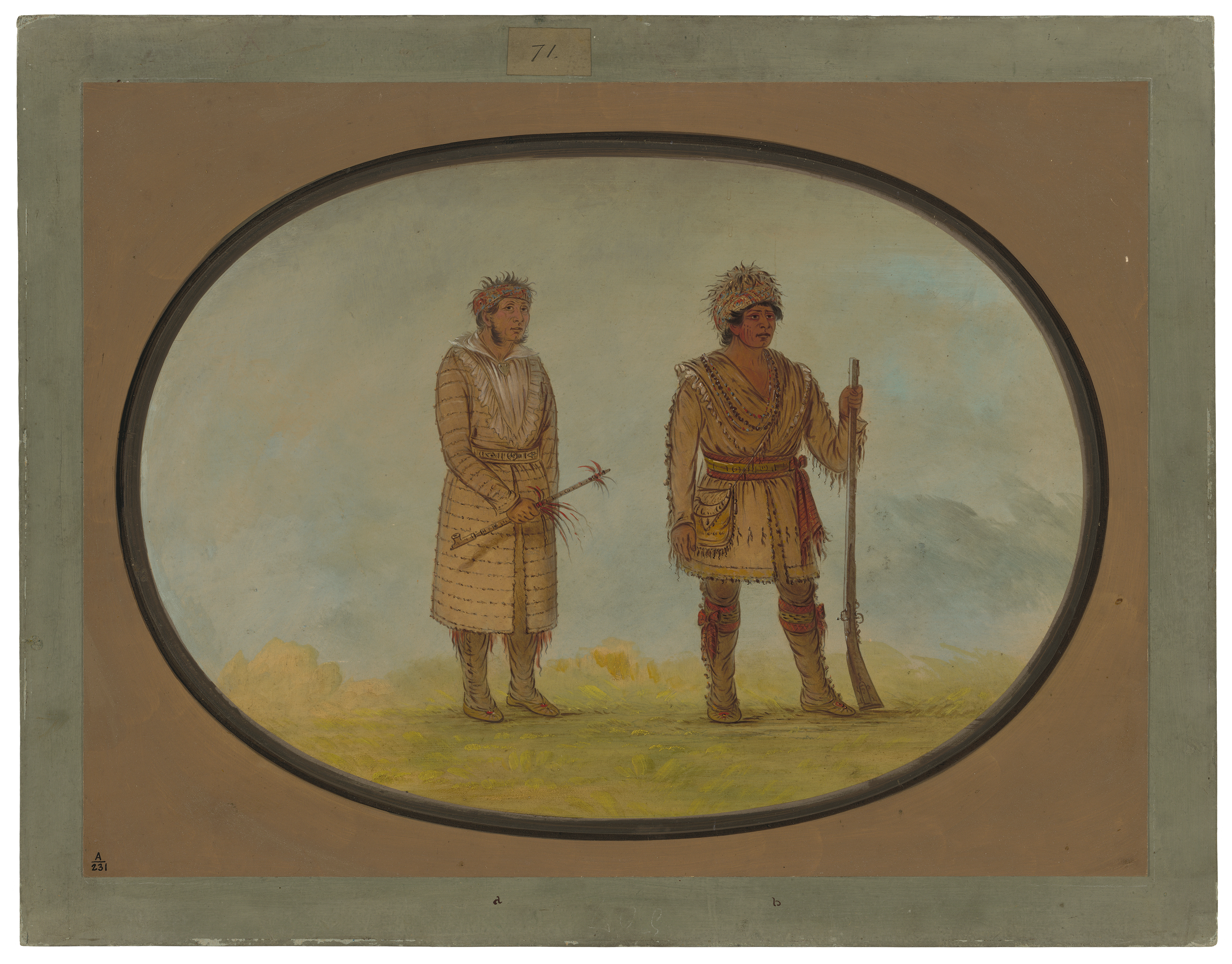
Dva čerokíjští náčelníci z období cesty slz

V tomto období, kdy kmen na jedné straně rozvíjí vlastní písmo, však již narůstá na straně druhé nátlak bílých osadníků na další územní expanze. Územní dohoda z roku 1816 umožňuje, či spíše nabádá Indiány Čerokí k vystěhování do indiánských teritorií v Arkansasu. Tj. dále na západ. Najdou se skupiny, které tak učiní a Sequoyah se svým přítelem, náčelníkem Johnem Jolly je doprovází, aby se o dva roky později vrátil do Alabamy a snažil se přesvědčit další skupiny k témuž. V té době byl již schopen předat korespondenci východních Indiánů západním, čímž význam písma ještě narůstá.
Snahy o přesun Indiánů Čerokí byly v této době významně ovlivněny nalezením zlata v okolí jejich původních sídlišť. Tento fakt fatálně ovlivnil budoucí osud celého kmene a stál za vznikem rozsáhlé honby za zlatem.
Od roku 1828 se mohli Čerokíové nejdříve dobrovolně přesouvat ještě dále na západ, na území dnešní Oklahomy, podle dohody podepsané budoucím prezidentem Andrew Jacksonem a zástupci určitých kmenových frakcí.
V nových sídlištích se postupně vytvořila nová vládní struktura a kmen začíná opět pomalu prosperovat. Zdaleka však ne všichni Čerokíové opustili své původní domovy a vydali se dobrovolně na cestu do Arkansasu, či dále do Oklahomy. Nové přistěhovalecké vlny dokonce vyvolávaly rozpory mezi dřívějšími a později příchozími. Zde se opět uplatnila Sequoyahova politická zručnost, kdy dokázal jednotlivé frakce smiřovat. Právě určité kmenové skupiny, které zůstaly ve svých původních domovech a odolávaly z posledních sil nátlaku, byly předmětem Sequoyahova zájmu. Již v pokročilém věku se spolu s osmi věrnými přáteli vydal na cestu za zbytky Čerokíů, žijících původně v Mexiku a Texasu, aby je přesvědčil k přesídlení do Arkansasu. Na cestu vedoucí přes četná nepřátelská území se vydal v létě 1842, a nikdy se z ní již nevrátil. Historie této cesty je o hladu, ztracených koních, nemoci, smrti a pohřbení v neoznačeném hrobě v cizí zemi. Jeho životní cesta je však pozoruhodně pestrá: Z místa svého rodiště na úpatí Velkých Kouřových Hor v Tennessee do Alabamy, dále do Arkansasu, odtud do Oklahomy, dále při svých cestách za vyjednáváním do Hlavního Města Washingtonu, zpět do Arkansasu a nakonec za zbytky členů kmene do Mexika a Texasu. Dodnes je historicky nejuznávanějším členem kmene Čerokíů.

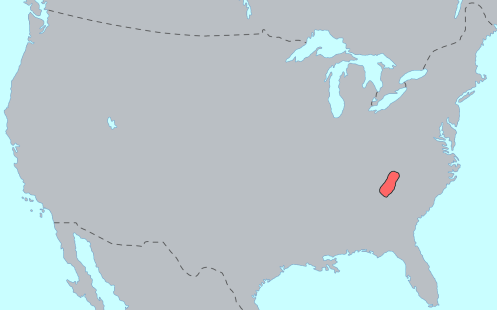
Původní teritorium, části Severní Karolíny, Jižní Karolíny, Tennessee.
Území Čerokíů v Severní Karolíně
Území Čerokíů v Jižní Karolíně
Území Čerokíů v Georgii
Území Čerokíů v Alabamě
Území Čerokíů v Oklahomě
Území Čerokíů v Texasu

## Násilné odsunutí
Za období posledních ca 100 let předcházejících osudnému roku 1838 ztratili Čerokíové v četných územních dohodách s bílými obyvateli naprostou většinu svého původního území. Jenom malá část jich zbyla v teritoriích, která se nyní, jako poslední, stala předmětem zájmu přistěhovalců.
Vztahy mezi Indiány a Hraničáři byly vyhroceny snad jako nikdy dříve v historii. Navíc fakt, že Indiáni byli na straně britských vojenských sil v Americké válce za nezávislost (1775–1783) jim na popularitě nepřidala ani u zástupců bývalých kolonií. Proto během celého tohoto stoletého období docházelo pravidelně k porušování federálních smluv zástupci jednotlivých států. Kmenoví náčelníci, či mluvčí se snažili po celou tuto dobu s vládou Spojených států amerických vyjednat rozumná příměří, ale v případě stálého porušování těchto smluv bílými v konkrétních indiánských regionech bylo jejich snažení z dlouhodobého pohledu marné. Obzvláště v Georgii se Indiáni setkávali s obzvláště hrubým přístupem a prakticky jim v soudních přích nebyla uznávána žádná práva.

### Politické pozadí a kampaň proti nucenému odsunu

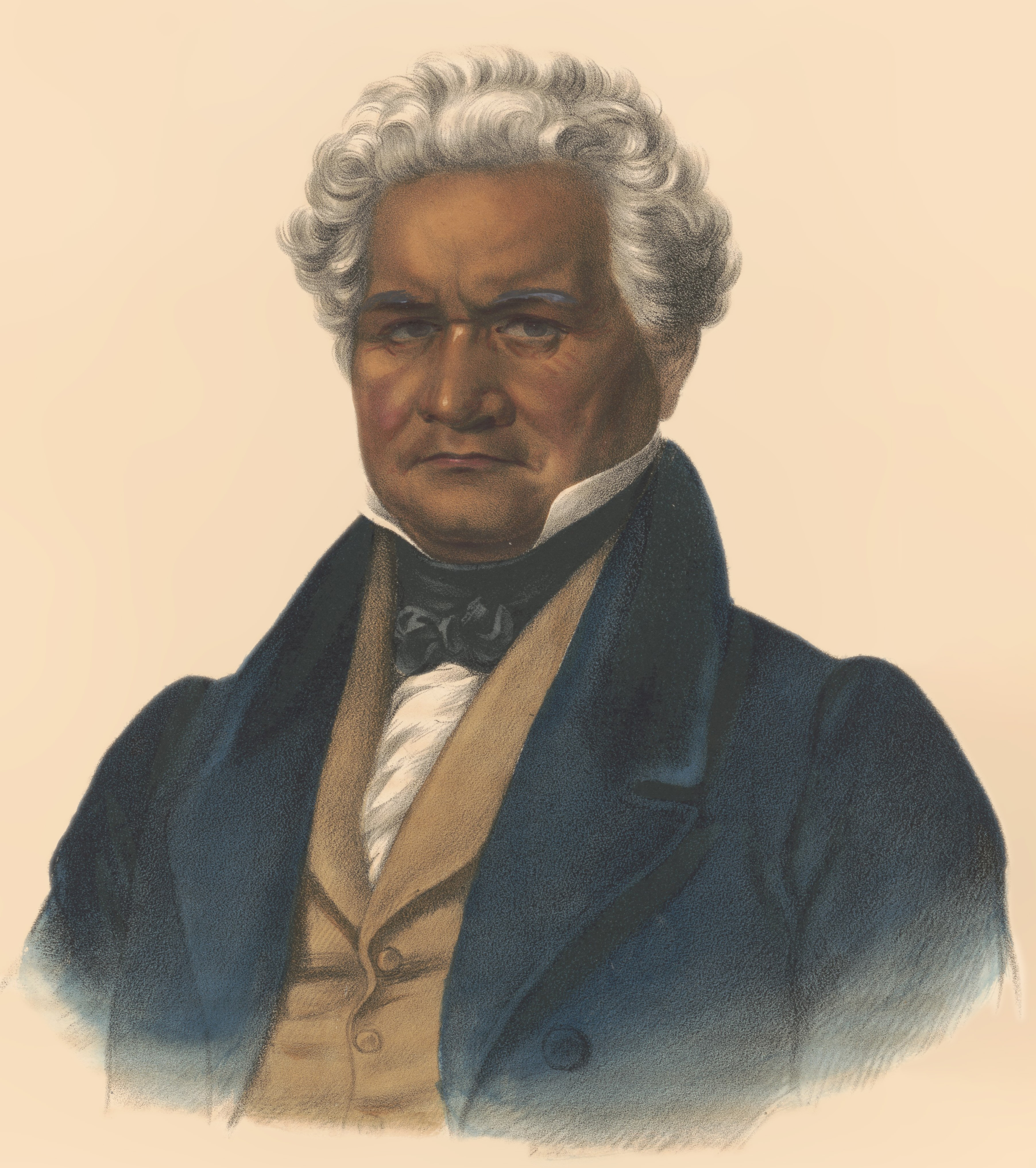
Major Ridge

Andrew Jackson, který byl v letech 1829–1837 prezidentem Spojených států a sám bývalým Hraničářem, sehrál významnou roli v zasazení poslední rány Indiánům kmene Čerokí. Paradoxem bylo, že v jedné z bitev, kdy se Čerokíové a Jackson ocitli na stejné straně, byl jeho život zachráněn čerokíjským bojovníkem Janaluskou. Později zástupci kmene, kteří se snažili zvrátit jeho rozhodnutí ke konečnému násilnému vysídlení a odsunu všech obyvatel do Oklahomy, neuspěli ani naléháním na tuto skutečnost. Jackson tento fakt nevyvrátil, dal však jasně najevo, že své postoje nezmění.
Právní rámec pro odsun byl stanoven Dohodou z Nové Echoty, podepsané 29. prosince 1835 vládou Spojených států amerických a zástupci frakce kmene Čerokíů, vedené Majorem Ridgem, jeho synem Johnem Ridgem a jeho dvěma synovci.
Tato frakce je známa jako „Ridge Party“, či „Treaty Party“ a v jednání s Andrew Jacksonem byla už od roku 1828. Jejich přístup spočíval v tom, že se snažili předejít násilnému vyhrocení situace a chtěli ustoupit tlaku bílých za pokud možno co nejpřijatelnějších podmínek.
„Oproti nim“ se většina kmene Čerokíů pod vedením náčelníka Johna Rosse s tímto přístupem neztotožnil a vynaložil veškerou možnou snahu na „udržení svých původních území“.

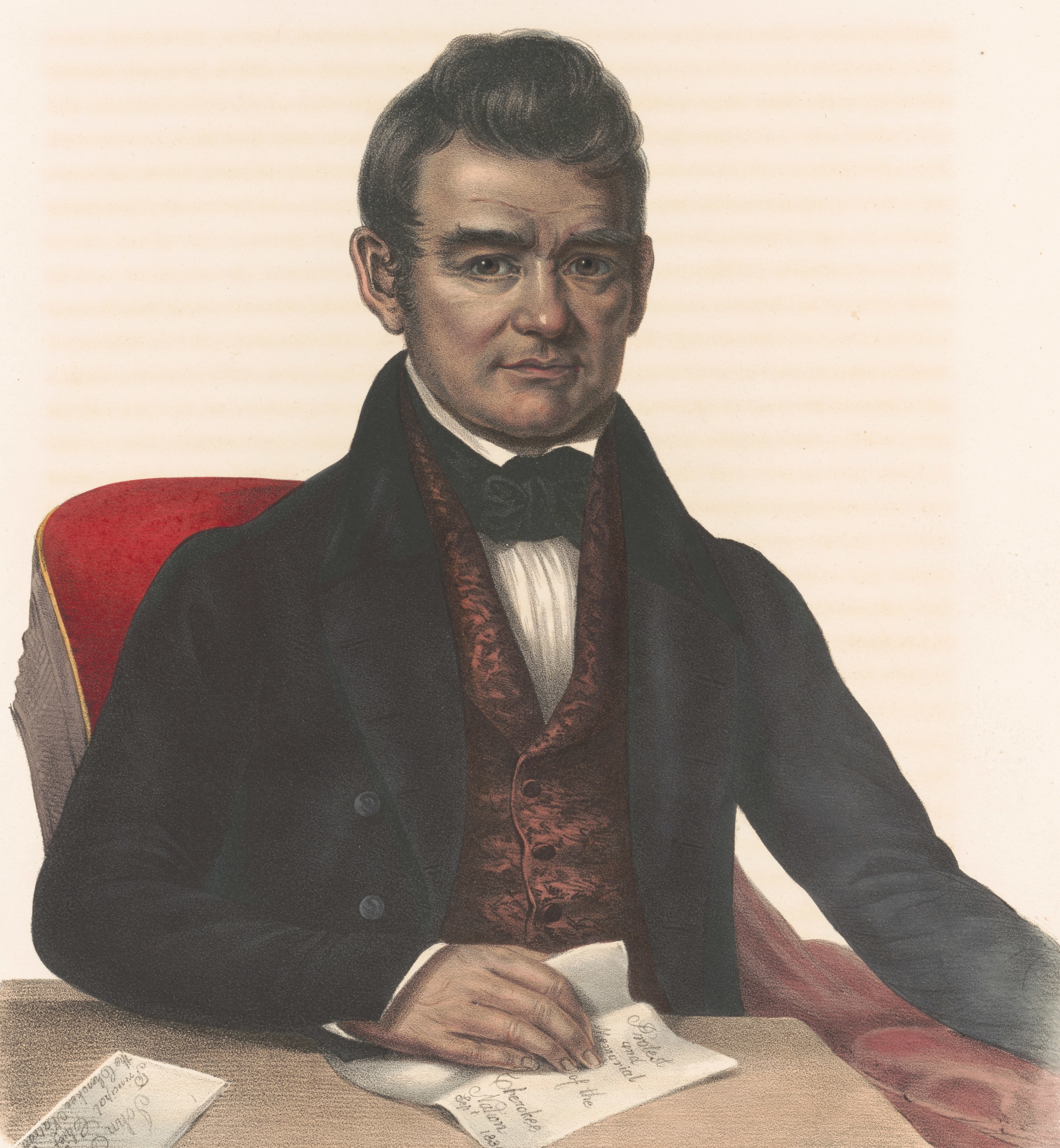
John Ross

Předmětem dohody bylo celkové odsunutí Indiánů do pro ně vymezených teritorií v Oklahomě a vyplacení odstupného 5 milionů amerických dolarů jako náhradu škod vzniklých Indiánům ztrátou svých východních teritorií a nákladů spojených s přesunem. I když tato dohoda byla ratifikována a vykonána Spojenými státy, nebyla nikdy podepsána a schválena skutečnými zástupci kmene Čerokíů. V této době byl právoplatným zvoleným vůdcem Čerokíů náčelník John Ross. Ten odmítl přistoupit na podmínky dohody a odmítl přijmout peněžní náhradu. Shromáždil petici s 15 000 podpisy Čerokíů proti této dohodě a jasně se vyjádřil, že byla podepsána kmenovými příslušníky, kteří neměli právo jednat za celý kmen a je z oficiálního pohledu Čerokíů neplatná.
Jacksonův nástupce, pozdější prezident Martin Van Buren (5. prosince 1782 – 24. července 1862), který zastával úřad v letech 1837–1841 petici neuznal a pověřil generála Winfielda Scotta vykonáním dohody.
Přestože v Kongresu Spojených států amerických byly iniciovány četné debaty na podporu územních práv Indiánů, nebyla tato kampaň dost silná nato, aby zamezila odsunutí stanovenému na 26. květen 1838.
Nepomohlo ani to, že se na této kauze pro podporu Indiánů osobně podílely uznávané a vlivné osobnosti jako Henry Clay, Daniel Webster, či Davy Crockett. Jejich snahy ztroskotaly 10. května 1838, kdy generál Winfield Scott vydal příkaz k nucenému odsunu. Podle něj měli být všichni Čerokíové žijící ve zbytcích jejich původních východních teritorií násilně koncentrováni do sběrných táborů a deportováni na západ.

### Cesta slz

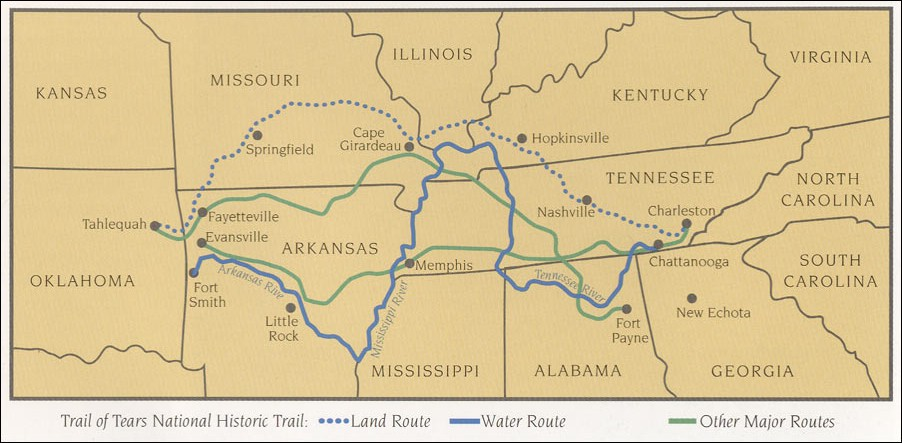
Cesta slz

Cesta slz (anglicky The Trail of Tears), v čerokíjštině Nunna daul Isunyi – „cesta, na které jsme plakali“ referuje o největší tragédii v historii kmene, při které došlo k usmrcení více než 4 000 obyvatel, ztrátě veškerého majetku a do značné míry i cti a vlastní identity.
Až do 23. května 1838 se mohli Čerokíové dobrovolně vystěhovat ze svých původních domovů a vydat se na cestu do teritorií určených vládou. Ti, kteří tak neučinili, byli předmětem akce započaté 26. května 1838. Toho dne začal generál Winfield Scott s armádou o síle 7 000 mužů násilně shromažďovat Čerokíe do sběrných táborů. Akce začala v Georgii, dále postupovala v Tennessee, Severní Karolíně a Alabamě.
Předmětem armádního odsunu v první vlně bylo na 17 000 lidí, spolu s cca 2 000 černými otroky, vlastněnými bohatými členy kmene. (Nejen písmo, ale i další koloniální zvyklosti včetně otrokářství a plantážnictví si některé skupiny Čerokíů osvojily po vzoru bílých. Díky tomu byli Čerokíové považováni za jeden z „pěti civilizovaných kmenů“)
První ztráty na životech se projevily již ve sběrných táborech, kdy špatná psychická situace, nedostatek ošacení i jídla stály mnohé životy. Potraviny byly sice vojáky poskytovány všem deportovaným, ale nebraly ohled na jejich tradiční způsob stravování, takže způsobovaly průjmy a četná onemocnění, kterým spolu s psychickým a fyzickým vyčerpáním podléhaly zejména děti a staří. Také díky rychlému provedení odsunu nechali za sebou Indiáni veškerý svůj majetek, často i potřebné oblečení, či boty. Toto se potom projevuje hlavně v zimních měsících, kdy se množí úmrtí na zápal plic a podchlazení. Takovou smrtí zemřela i manželka náčelníka Johna Rosse.
Celá cesta do Oklahomy byla dlouhá 1 900 km a většinou probíhala pěšky, místy kombinovaná s vozy s koňským spřežením, či lodí.

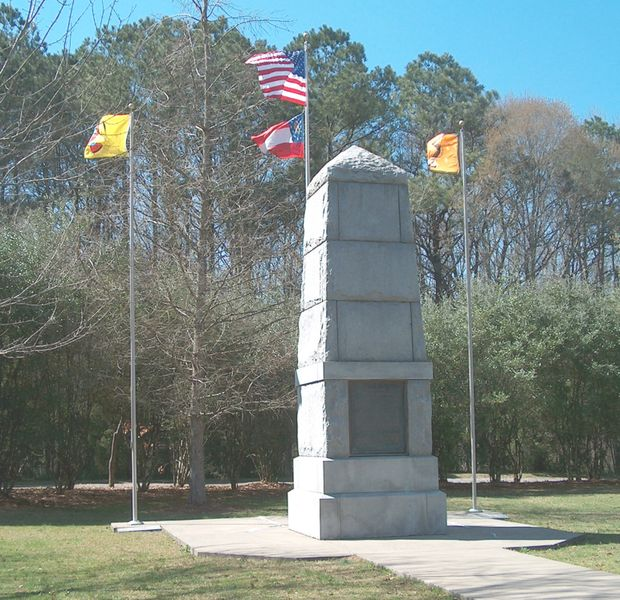
Památník Cesty slz

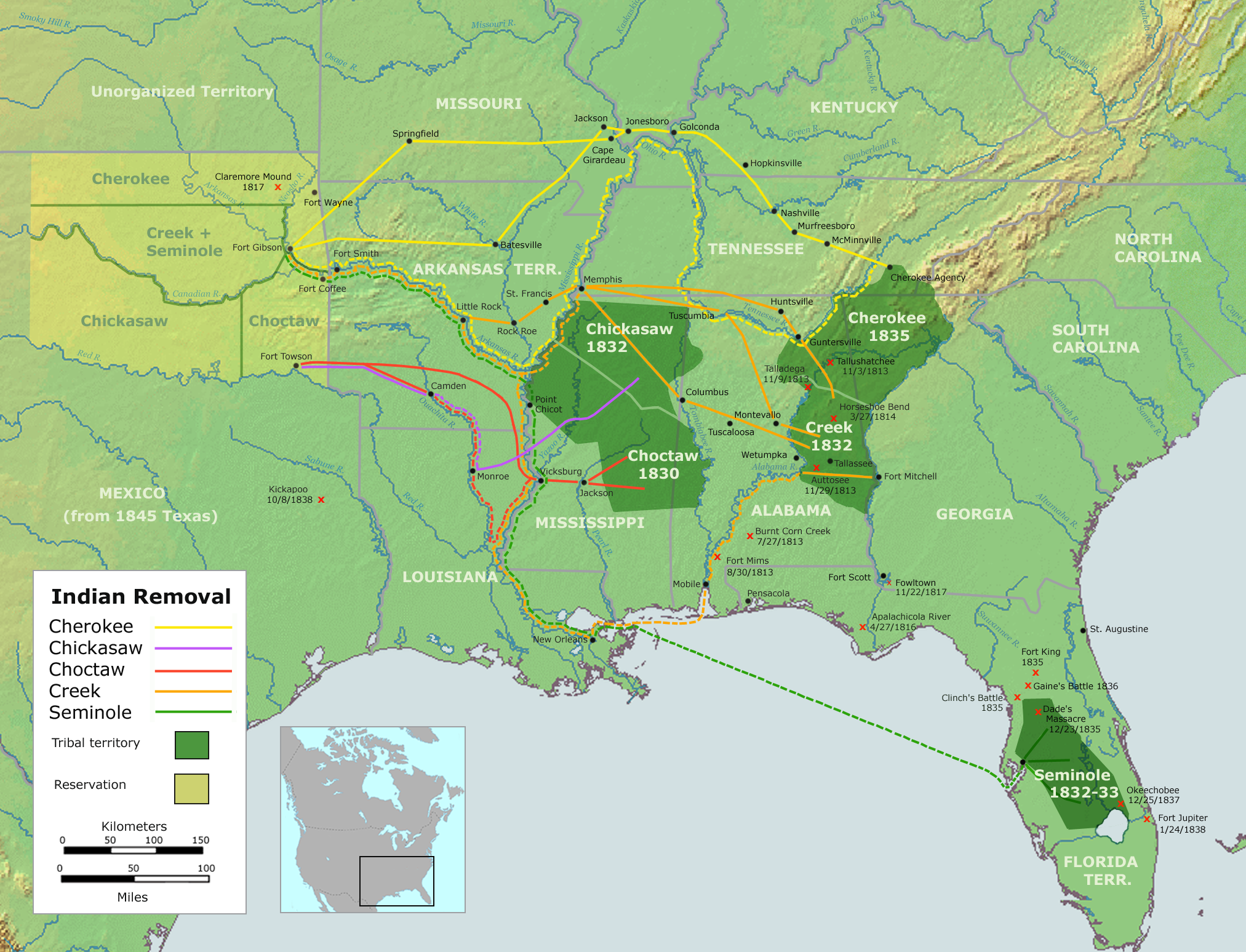
Mapa přesunu Indiánů v rámci Indian Removal Act ze 30. let 19. století

Pro nelidské podmínky a šíření epidemií ve sběrných táborech byla generálu Scottovi předána petiční prosba o pozdržení procesu odsunutí s ohledem na počasí. Té bylo vyhověno a mezitím i John Ross uznal konečnou porážku. Podařilo se mu přesvědčit vládní zástupce o převedení dalších odsunů pod dohled Rady Čerokíů. Tak se zbytek, asi 11 000 lidí vydal na cestu v ca 13 skupinách ve vlastní režii kmene. I přesto, že se v tomto případě značně zlepšily podmínky, mnozí podlehli nemocem a celkovému vyčerpání.
Celkový počet obětí není přesně známý. Americký doktor a misionář, Elisu Butler, který absolvoval cestu s jednou skupinou, odhadl ztráty na 2 000 lidí v kempech a 2 000 v průběhu cesty. Toto číslo je dodnes nejvíce citovaným. Existují však také pozdější vědecké demografické studie, které se pohybují od 2 000 do 8 000 mrtvých.

### Následný vývoj, současnost
Novým domovem Čerokíů se stal Tahlequah v Oklahomě. Na vůdce Ridge Party a signatáře Echotské Dohody, která umožnila tento odsun, Majora Ridge, jeho syna Johna Ridge byl spáchán atentát.
Později se národ znovu vzpamatoval a dnes je nejpočetnější skupinou amerických Indiánů na území USA.
Republikánský senátor za Kansas Sam Brownback předložil senátu v roce 2004 návrh na učinění omluvného aktu za křivdy spáchané na původních obyvatelích Ameriky. Tento zatím nebyl projednán.

#### Východní skupina, čili „Eastern Band of Cherokee Indians“
Asi tisícovce Indiánů se podařilo vyhnout odsunu a žili v horách, dokud nenašli způsob soužití s bílými obyvateli. Jiní, kteří žili na soukromých pozemcích nebyli předmětem odsunu. Čerokíové sice sami nesměli vlastnit půdu, ale v některých řídkých případech mohli využít přátelských vztahů s bílými, kteří jim vypomohli. Tak se skupině asi 400 lidí podařilo zůstat na území Velkých Kouřových Hor na pozemcích bílého majitele Villiama Hollanda Thomase, který byl jako dítě indiány adoptován. Tento realitní obchodník skupoval pozemky a nechával na nich Indiány svobodně žít a opět rozvíjet svoji společnost, dokud se nestal senátorem a nebyl schopen iniciovat schválení zákona o uznání amerického občanství pro Čerokíe. V době kdy se tak stalo byl ovšem značně zadlužen a v době jeho úmrtí nebyly majetkové poměry k čerokíjské půdě, která stále zněla na jeho jméno, zcela dořešeny. Proto se tyto pozemky staly předmětem zájmu jeho věřitelů a měly být prodány na pokrytí dluhů. Čerokíové vyslali delegaci do Washingtonu s žádostí vyjmutí těchto teritorií z prodeje a o jejich převedení na jejich obyvatele. Této žádosti bylo vyhověno a tak vznikla dnešní Čerokíjská rezervace, čili Qualla Boundary.
Čerokíové jsou povinni platit stejné daně z pozemků jako ostatní občané Severní Karolíny, existuje pouze výjimka ve smyslu omezení možnosti prodeje pozemků. Ten musí být schválen Čerokíjským koncilem a prezidentem Spojených států.
Od roku 1881 vznikají školy, společnost začíná opět prosperovat.
V současné době zaujímá indiánská rezervace Qualla Boundary plochu cca 55 000 akrů (ca 220 km2) a dělí se do tří teritorií, z nichž nejvýznamnější je v okrsku Swain a Jackson na toku řeky Oconoluftee. Celkem zde žije cca 5 000 lidí, z nichž cca 700 je geneticky čistého čerokíjského původu.
Dnes provozují Východní Čerokíové jednu střední a pět základních škol. Většina dětí je navštěvuje, ale docházka do nich není povinná v případě, že dítě (či jeho rodiče) zvolí (většinou z praktických důvodů dojíždění) americkou školu.
Obyvatelé mají zcela volný pohyb z a do rezervace a disponují plnohodnotným volebním právem v lokálních i federálních volbách.
Někteří Čerokíové dosud nemluví anglicky, často rozumí, avšak odmítají jazyk aktivně používat. Děti mají ovšem angličtinu ve škole povinnou. Používání Sequoyahovy abecedy se rychle vytrácí, mladí s ní přichází do styku většinou pouze zprostředkovaně od třetí generace, která ji stále používá zejména pro čtení Bible, či reprodukci náboženských písní.
Rezervace má vlastní zdravotnická zařízení a policejní složky a věnuje se ekonomické činnosti zejména v oblasti cestovního ruchu. Největší realizované příjmy jsou hlavně z provozování rozlehlého kasina. Národní park Great Smokey Mountains je v posledních letech nejnavštěvovanějším národním parkem USA a rezervace Qualla Boundary leží na jejich úpatí. Navíc v Sousedním Tennessee, vzdáleném ca 1 hodinu jízdy přes hory jsou zakázány všechny hazardní hry, kromě her provozovaných státem. Velké množství návštěvníků blízkých turistických center jako je Gatlinburg, či Pigeon Forge jezdí do čerokíjských kasin, ležících už v Severní Karolíně, kde jsou tyto hry povoleny.
Původní tradice a rituální tance jsou udržovány z velké části pouze jako atrakce pro turisty a ztrácí postupně svůj význam.
Poslední z šamanů jsou nyní ve velmi pokročilém věku a není nikdo z mladých, kdo by byl vyškolen k nástupu na jejich místa.
Tradiční Čerokíové postupně mizí a nová společnost se rychle formuje v souladu se současnými módními trendy v USA.

Eastern Band of Cherokee Indians, demografická struktura
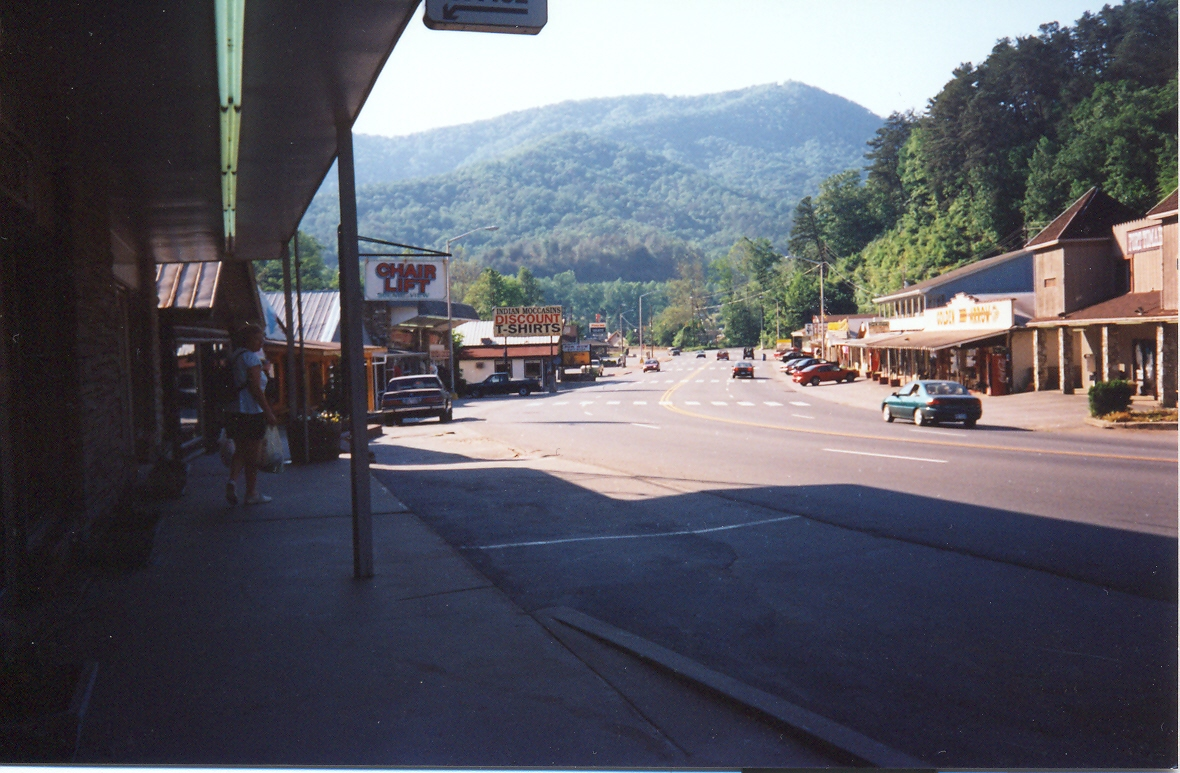
Hlavní ulice v Cherokee, Qualla Boundary
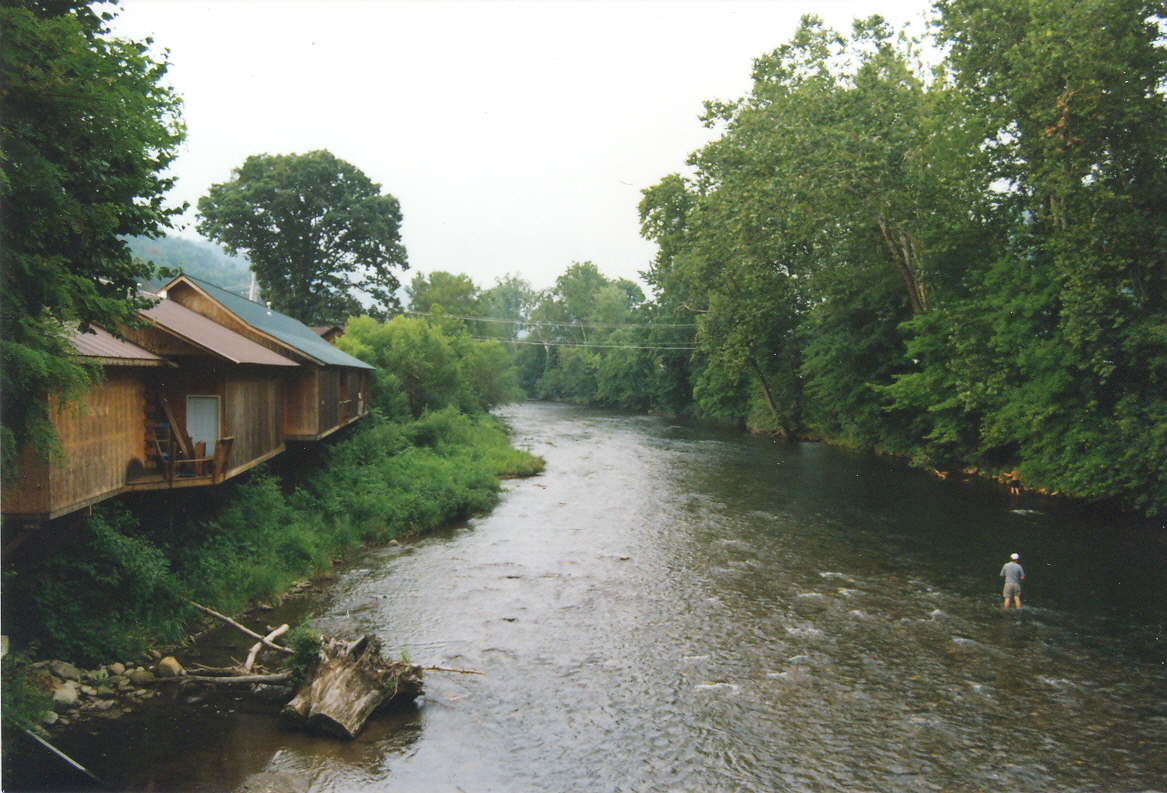
Řeka Ocanaluftee

#### Západní skupina, čili „United Keetoowah Band of Cherokee Indians“
United Keetoowah Band of Cherokee Indians je federálně uznaná organizace kmene Čerokíů se sídlem ve městě Tahlequah, v Oklahomě.
Tato společnost vznikla postupným vysídlením převážné většiny Indiánů kmene Čerokí ze svých původních sídlišť.
Dnes se jedná o v celku prosperující ekonomiku, s velkým podílem v provozu kasin a hazardních her.

United Keetoowah Band of Cherokee Indians, demografická struktura
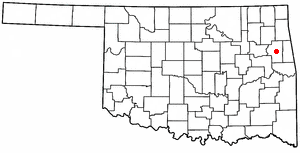
Tahlequah, lokalizace.